# Nord 3202
Le Nord 3202 est un avion d'entraînement militaire français conçu et réalisé par la Société nationale des constructions aéronautiques du Nord (SNCAN) au cours des années 1950. 

## Histoire
Le Nord 3202 a été conçu initialement à la suite d'un intérêt de l'armée de terre française pour un avion d'entraînement destiné au remplacement des biplans Stampe SV-4 en service au début des années 1950. Les militaires français se tournèrent alors vers le projet défendu par la SNCAN qui consistait en un avion rudimentaire, ayant des capacités secondaires de voltige aérienne.
Après le premier vol des deux prototypes, désignés Nord 3200 et 3201, qui intervinrent respectivement le 22 juin 1954 et le 10 septembre 1954, il fut décidé de développer une version de série directement dérivée du 3200 et désignée 3202. Celui-ci réalise son premier vol en avril 1957. Une commande étatique pour cent appareils est passée en tant que marché No 5024/57 en date du 6 mai 1957. Le premier appareil de série quitte les chaînes d'assemblage en juillet 1959.
La France étant alors pleinement engagée dans la guerre d'Algérie elle a un besoin croissant en pilotes militaires, notamment pour l'ALAT qui se bat quotidiennement en Afrique du Nord. Les Nord 3202 rejoignent donc rapidement l'ES-ALAT, l'École de spécialisation de l'aviation légère de l'Armée de terre dont ils deviendront bien vite les principaux avions d'entraînement.
Revêtus de leur livrée jaune canari ces avions participeront à la formation de la majorité des pilotes de voilures fixes de l'ALAT, notamment ceux appelés à voler sur les avions d'observation comme le Cessna L-19 ou le Max-Holste MH-1521 Broussard. Ils furent également utilisés pour des démonstrations de voltige entre les mains des pilotes instructeurs de l'ES-ALAT pour des vols de promotions en France et à l'étranger. Ils serviront ainsi jusqu'en 1978, perdant peu à peu de terrain dès 1975. Les Nord 3202 ont été les derniers avions d'entraînement militaire conçus spécifiquement pour l'ALAT.
En 2012 plusieurs avions sont préservés de par le monde, notamment en France et aux États-Unis où ils sont fréquemment utilisés lors de rassemblements d'avions anciens, les fameux warbirds. Lors de sa conception le Nord 3202 ne fut pas exporté, toutes ces machines sont donc d'anciens avions de l'Armée de terre.

## Aspects techniques
Le Nord 3202 est un monoplan à aile basse. Sa propulsion est assurée par un moteur Potez 4D32 d'une puissance de 240 ch entraînant une hélice tripale en métal. L'une des particularités de l'avion reposait sur son train d'atterrissage classique fixe dit cantilever. C'est un des très rares avions au monde faisant appel à ce type de train. L'élève et son instructeur prenaient quant à eux places dans un cockpit biplace en tandem. L'avion n'était pas armé.

## Accidents notables
- Le 29 août 1960 le pilote de voltige français Léon Biancotto s'écrasa à Bratislava en Tchécoslovaquie lors d'un vol d'entraînement pour les championnats du monde de voltige aérienne à bord de son Nord 3202. Il ne survécut pas à l'accident.
- Le 13 mars 2006 un Nord 3202 de collection[5] s'est écrasé sur la commune de Courcelles-sur-Viosne, peu après son décollage du terrain d'aviation de Cormeilles-Pontoise tuant ses deux occupants.
- Le 18 septembre 2010 un Nord 3202 de collection s'est écrasé sur l'aérodrome de Bénifontaine tuant son pilote et son passager[6].

## Variantes
- Nord 3200 : Désignation donnée au premier prototype mû par un moteur Salmson 8AS04 de 240 chevaux.
- Nord 3201 : Désignation donnée au second prototype mû par un moteur Régnier 4L22 de 170 chevaux.
- Nord 3202 : Désignation donnée à la première tranche commandée à cinquante exemplaires et propulsée par des Potez 4D32 de 240 chevaux.
- Nord 3202B : Désignation donnée à la seconde tranche commandée à cinquante exemplaires et propulsée par des Potez 4D34 de 260 chevaux.
- Nord 3202B1B : Désignation donnée à un Nord 3202B modifié in-situ par Aérospatiale pour des missions de voltige.
- Nord 3212 : Désignation donnée à dix 3202 équipés d'un radiocompas.

## Opérateurs
- France
  - Armée de Terre.

## Survivants

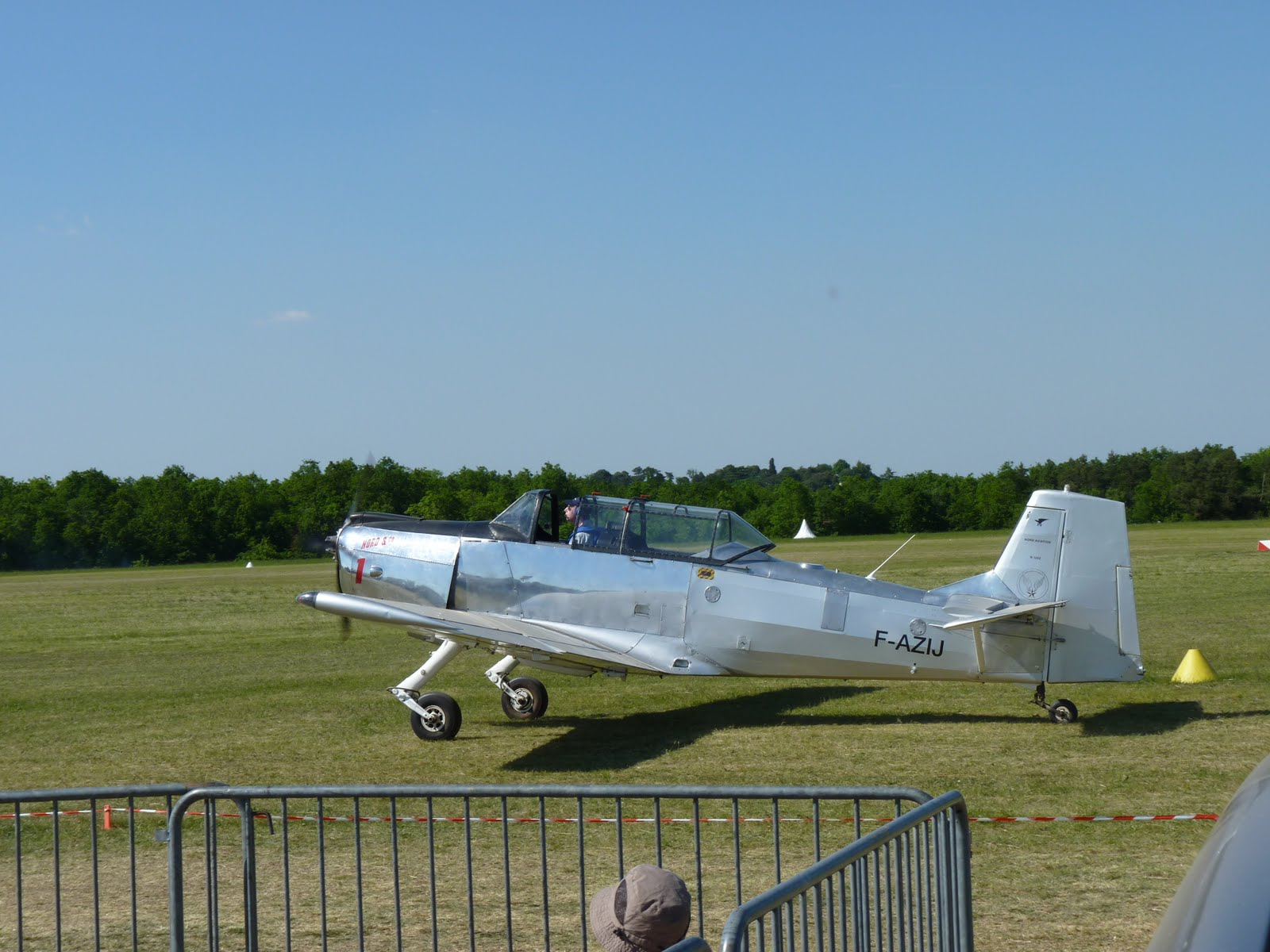
Nord 3202 en 2010

- Le No 15[7], à l'Amicale Jean-Baptiste Salis.
- Le No 20, à St. Rambert d'Albon
- Le No 57[8], au Musée de l'Air et de l'Espace.
- Le No 59, basé sur l'Aéroport de Grenoble-Alpes-Isère
- Le No 65[9], basé sur l'Aérodrome des Sables-d'Olonne-Talmont.
- Le No 66[10], au Musée de l'Aviation légère de l'Armée de terre et de l'Hélicoptère
- Le No 67[11], au Musée de l'Air et de l'Espace.
- Le No 71[12], basé sur l'Aérodrome de Niort - Marais Poitevin.
- Le No 74[13], basé sur l'Aéroport Albert-Picardie.
- Le No 78[14], à Wroughton.
- Le No 80, basé à Sabonnères (31)
- Le No 96[15], à Oshkosh.
- Le No 97[16], à Serpentine (en), en Australie.
- Le N°99 au musée de l'ALAT à Dax.
- Le No 101[17], à Vichy.

### Aéronefs comparables
- Pilatus P-2
- Beech T-34A Mentor
- De Havilland Canada DHC-1 Chipmunk
- Fokker S.11 Instructor